# جورج موراي (شاعر)
جورج موراي هو مدون وشاعر كندي، ولد في 1971.